# Ken Ralston
Ken Ralston (1954) è un effettista statunitense.

## Biografia
Ralston inizia la sua carriera nella compagnia di effetti visivi e animazione Cascade Pictures a Hollywood, dove ha lavorato su oltre 150 campagne pubblicitarie nei primi anni settanta.
Nel 1976, fu uno dei fondatori della Industrial Light & Magic, introdotto da Dennis Muren per aiutare George Lucas nella creazione degli effetti speciali di Star Wars . È rimasto nella ILM per 20 anni prima di entrare Sony Pictures Imageworks come presidente. Ralston è ben conosciuto per i suoi lavori nei film di Robert Zemeckis.
Ralston ha vinto quattro Oscar per i migliori effetti speciali, e un Oscar Special Achievement Award per gli effetti visivi in Guerre stellari - Il ritorno dello Jedi.

## Riconoscimenti
L'anno si riferisce all'anno della cerimonia di premiazione.
- 1982
  - Nomination Oscar ai migliori effetti speciali insieme a Dennis Muren, Phil Tippett e Brian Johnson per Il drago del lago di fuoco (Dragonslayer)
- 1984
  - Oscar Special Achievement Award (effetti visivi) insieme a Richard Edlund, Dennis Muren, Phil Tippett per Guerre stellari - Il ritorno dello Jedi (Return of the Jedi)
  - BAFTA ai migliori effetti speciali insieme a Richard Edlund, Dennis Muren, Ken Ralston e Kit West per Guerre stellari - Il ritorno dello Jedi (Return of the Jedi)
  - Saturn Award per i migliori effetti speciali insieme a Richard Edlund e Dennis Muren per Guerre stellari - Il ritorno dello Jedi (Return of the Jedi)
- 1986
  - Oscar ai migliori effetti speciali insieme a Ralph McQuarrie, Scott Farrar e David Berry per Cocoon - L'energia dell'universo (Cocoon)
  - Nomination BAFTA ai migliori effetti speciali insieme a Kevin Pike per Ritorno al futuro (Back to the Future)
- 1987
  - Nomination Saturn Award per i migliori effetti speciali insieme a Michael Lantieri per Rotta verso la Terra (Star Trek IV: The Voyage Home)
- 1989
  - Oscar ai migliori effetti speciali insieme a Richard Williams, Ed Jones e George Gibbs per Chi ha incastrato Roger Rabbit (Who Framed Roger Rabbit?)
  - BAFTA ai migliori effetti speciali insieme a George Gibbs, Richard Williams, Ken Ralston e Ed Jones per Chi ha incastrato Roger Rabbit (Who Framed Roger Rabbit?)
  - Saturn Award per i migliori effetti speciali insieme a George Gibbs, Richard Williams e alla Industrial Light & Magic per Chi ha incastrato Roger Rabbit (Who Framed Roger Rabbit?)
- 1990
  - Nomination Oscar ai migliori effetti speciali insieme a Michael Lantieri, John Bell e Steve Gawley per Ritorno al futuro - Parte II (Back to the Future Part II)
  - BAFTA ai migliori effetti speciali insieme a Michael Lantieri, John Bell e Steve Gawley per Ritorno al futuro - Parte II (Back to the Future Part II)
  - Saturn Award per i migliori effetti speciali per Ritorno al futuro - Parte II (Back to the Future Part II)
- 1992
  - Nomination Saturn Award per i migliori effetti speciali per Le avventure di Rocketeer (The Rocketeer)
- 1993
  - Oscar ai migliori effetti speciali insieme a Doug Chiang, Doug Smythe e Tom Woodruff Jr. per La morte ti fa bella (Death Becomes Her)
  - BAFTA ai migliori effetti speciali insieme a Michael Lantieri, Ken Ralston, Alec Gillis, Tom Woodruff Jr., Doug Chaing e Doug Smythe per La morte ti fa bella (Death Becomes Her)
  - Saturn Award per i migliori effetti speciali insieme a Tom Woodruff Jr. e Alec Gillis per La morte ti fa bella (Death Becomes Her)
- 1995
  - Oscar ai migliori effetti speciali insieme a George Murphy, Stephen Rosenbaum e Allen Hall per Forrest Gump
  - BAFTA ai migliori effetti speciali insieme a George Murphy, Stephen Rosenbaum, Allen Hall e Doug Chaing per Forrest Gump
  - Nomination Saturn Award per i migliori effetti speciali per Forrest Gump
- 1998
  - Satellite Awards ai migliori effetti visivi per Contact
  - Nomination Saturn Award per i migliori effetti speciali insieme a Stephen Rosenbaum, Jerome Chen e Mark Holmes per Contact
- 2011
  - Nomination Oscar ai migliori effetti speciali insieme a David Schaub, Carey Villegas e Sean Phillips per Alice in Wonderland
  - Nomination BAFTA ai migliori effetti speciali insieme a Sean Phillips, David Schaub, Carey Villegas per Alice in Wonderland
  - Nomination VES per Outstanding Visual Effects in a Visual Effects Driven Feature Motion Picture insieme a Tom Peitzman, David Schaub e Carey Villegas per Alice in Wonderland
  - Nomination Saturn Award per i migliori effetti speciali insieme a Tom Peitzman, David Schaub e Carey Villegas per Alice in Wonderland